# Çandarlızade Ali Pasha
Çandarlı Ali Pasha (overleden 18 december 1406, Ankara) volgde zijn vader Çandarlı Kara Halil Hayreddin Pasha op bij zijn dood op 22 januari 1387 en nam deel aan de Slag om Ankara voor Murad I en Bayezid I tot aan zijn dood op 18 december 1406. Hij is een Ottomaanse staatsman die 15 jaar en 6 maanden als grootvizier heeft gediend en tijdens de Interregnum-periode, naast Süleyman Çelebi gedurende 4 jaar en 4 maanden, en een belangrijke rol heeft gespeeld in het oprichtingsproces van het Ottomaanse Rijk.

## Achtergrond
Çandarlı Ali Pasha is een lid van de familie Çandarlı, en zijn vader Çandarlı Kara Halil is de oudste zoon van Hayrettin Pasha. Hij ontving madrasah-onderwijs en was aangesloten bij de ilmiye-klas. Het is bekend dat hij vóór 1386 als Kazasker diende.

## Murad I-periode
Terwijl Murad I Karamanoğlu zich voorbereidde op een expeditie tegen Alaaddin Bey, werd hij benoemd tot vizier na de onverwachte dood van zijn vader, Çandarlı Kara Halil Hayrettin Pasha, op 22 januari 1387. Tot dan toe was er slechts één vizier, maar na de Karaman-campagne kreeg Kara Timurtaş Pasha, die grote inspanningen leverde in deze campagne, de titel van vizier. Zo ontving Çandarlı Ali Pasha de titel van "grootvizier". 
In 1388 begon Çandarlı Ali Pasha, met de titel van grootvizier, een expeditie tegen de Servische despoot Lazar en de Bosnische koning Tvrtko, de vazalstaatheersers die een alliantie vormden in Roemelië, de Kroatische prinsen en de Albanese prinsen, met een troepenmacht. van 30 duizend mensen onder zijn bevel, en ging naar Tarnovo en Sjoemen. Hij veroverde de. 
Murad I richtte een nieuw leger op in Anatolië en trok al snel Bulgarije binnen met versterkingen uit Roemelië. Daarop verliet de Bulgaarse koning Ivan Sjisjman zijn christelijke bondgenoten en gaf zich over. Een deel van het leger van Murad I veroverde de kastelen van Nikopol en Silistra langs de Donau. Het Ottomaanse leger, eind juni verenigd, begon zich te verzamelen in Kratova, en in de oorlogsraad, gehouden onder voorzitterschap van Murad I, werd besloten het leger van de christelijke bondgenoten aan te vallen. Er werd een strijdplan opgesteld, waarin taken werden toegewezen aan prins Beyazid, prins Yakup en andere ervaren commandanten. Op 28 juni 1389 vochten het christelijke Servische, Bosnische, Walachijse, Hongaarse en Kroatische geallieerde leger en het Ottomaanse leger een veldslag in de Kosovo-vlakte, ten noorden van Skopje. Het christelijke leger werd verslagen in de Eerste Slag om Kosovo. Maar ofwel nadat de strijd was geëindigd, ofwel tijdens de slag, werd Murad I doodgestoken door de Serviër Miloš Obilić. Nadat Murad I stierf in de Eerste Slag om Kosovo, werd zijn oudste zoon Bayezid I naar de troon bestegen met de steun van grootvizier Çandarlı Ali Pasha.